# 율 브리너
율 브리너(영어: Yul Brynner, 1920년 7월 11일~1985년 10월 10일)는 러시아 태생의 미국의 배우이며, 본명은 율리 보리소비치 브리네르(러시아어: Юлий Борисович Бринер)이다.

## 생애
극동 공화국의 블라디보스토크에서 광산 기사인 아버지와 인텔리겐치아 출신의 어머니 사이에서 출생하였다. 그의 친할머니는 부랴트인이었으며, 조상 중에 로마인의 혈통을 가진 사람이 있었다. 그의 아버지인 보리스 브리네르는 대한제국으로부터 목재의 채벌권을 얻어 부를 얻었으나, 러시아 혁명으로 몰락하여 광산기사로서 생계를 근근히 유지하였다고 한다. 지난날 한때 몽골 울란바토르에서 잠시 유아기를 보낸 적이 있지만 그 후 율리가 3살 때 부모가 이혼하였고, 이후 만주와 조선, 일본을 오가며 살다가, 프랑스에 정착하였고, 1940년에 미국으로 이주하였다. 당시는 제2차 세계 대전 중이었으므로, 미국 육군에 입대해 심리전 부대에서 대 프랑스 선전 방송을 하였고, 전쟁이 끝나자 배우로 데뷔한다. 그의 가장 유명한 역은 뮤지컬 《왕과 나》에서 맡은 타이의 몽꿋 왕 역으로 이 역으로 생애 4,525번의 연극 공연을 했다. 또한 이 뮤지컬을 영화화한 《왕과 나》에서도 같은 역할을 하여 1956년 아카데미 최고배우상을 수상하였다. 그는 독특한 목소리와 삭발한 머리로 유명한데, 《왕과 나》에서 맡은 역할 때문에 그 머리를 한 이후로 오랫동안 자신의 특징으로 그것을 유지했다. 1985년에 암으로 사망하였으며 가족으로는 아들이 있었다. 그가 폐암으로 사망하기 직전 공익광고에서 이런 유언을 남겼다.
"나는 이제 떠나지만 여러분께 이 말만은 해야겠습니다. 담배를 피우지 마십시오. 당신이 무슨 일을 하든, 담배만은 피우지 마십시오."

## 인간 관계
- 오드리 헵번과 친구 지간이며 율 브리너 부부와 오드리 헵번이 자주 만나 모임을 갖기도 했다. 오드리 헵번이 체격이 커서 둘의 체격이 비슷했다.

## 주요 출연 작품
- 《왕과 나》(The King and I, 1956년) - 타이의 몽꿋 왕 역
- 《십계》(The Ten Commandments, 1956년) - 람세스 역
- 《아나스타샤》(Anastasia, 1956년)
- 《카라마조프가의 형제들》(The Brothers Karamazov, 1958년)
- 《여로》(The Journey, 1959년)
- 《솔로몬과 시바 여왕》(Solomon and Sheba, 1959년)
- 《황야의 7인》(The Magnificent Seven, 1960년)
- 《대장 부리바》(Taras Bul'ba, 1962년)
- 《빌라 라이즈》(Villa Rides, 1962년) - 판초 비야 역
- 《아디오스, 사바타》(Adiós, Sabata, 1971년)
- 《이색지대》(Westworld, 1973년)
- 《미래세계의 음모》(Futureworld, 1976년)